# Torday Ferenc (orvos, 1841–1888)
Tordai Torday Ferenc (Léh, 1841. június 10. – Budapest, 1888. május 30.) gyermekorvos, egyetemi tanár.

## Élete
Torday Gábor református lelkész és Kurecska Anna gyermekeként született. Orvosi tanulmányait Pesten végezte, ahol 1865-ben orvosdoktorrá avatták. 1884–85-ben a gyermekgyógyászatból egyetemi magántanár lett. 1866-tól egészen haláláig a Pesti (Nemzeti) Tornaegylet orvosa és a tornatanítóképző tanfolyamon az élettan és bonctan előadója volt. Publikációit a szem- és gyermekbetegségek gyógyításáról, a sportorvosi teendőkről írta.

## Családja
Felesége Leder Anna volt.
Gyermekei:
- Torday Ferenc Dezső (1871–1942) gyermekorvos, egyetemi tanár. Felesége Szilágyi Szilárdka (1884–1959).
- Torday Judit Aranyka (1873–?), férjezett dr. Nemes Károlyné.
- Torday Árpád János (1874–1943) belgyógyász, egyetemi tanár. Felesége Csató Margit (1891–1965).
- Torday Berta Anna (1876–?). Férje Lipter Gyula István orvos (elvált).
- Torday Gábor József (1878–1925) ügyvéd. Felesége László Róza (elvált).
- Torday Amanda Anna (1879–?).
- Torday István János (1883–?).
- Torday Géza János (1886–1961) ügyvéd. 1. felesége Remzső Rozália (1895–?), 2. Kutas Margit
- Torday József (1888–?).

## Művei
- Gerhardt Károly, A gyermekbetegségek tankönyve. Ford. Pest, 1872. (Kétly Károllyal).
- Az ember-boncztan, élettan és életrendtan rövid kivonatban tornatanítók számára. A szöveg közé nyomott 3 ábrával. Budapest, 1876.